# Apocephalus brochus
Apocephalus brochus är en tvåvingeart som beskrevs av Brown 2000. Apocephalus brochus ingår i släktet Apocephalus och familjen puckelflugor.
Artens utbredningsområde är Colombia. Inga underarter finns listade i Catalogue of Life.